# Navarretia parvula
Navarretia parvula là một loài thực vật có hoa trong họ Polemoniaceae. Loài này được (Greene) Greene mô tả khoa học đầu tiên năm 1887.